# Mani Bhavan
Mani Bhavan es una casa localizada en la calle Laburnum # 19, en el precinto de Gamdevi, en el centro de Bombay, India. Fue considerada el punto focal de las actividades políticas de Gandhi, en Bombay, entre 1917 y 1934. Está habilitada como museo, biblioteca y centro de investigación.

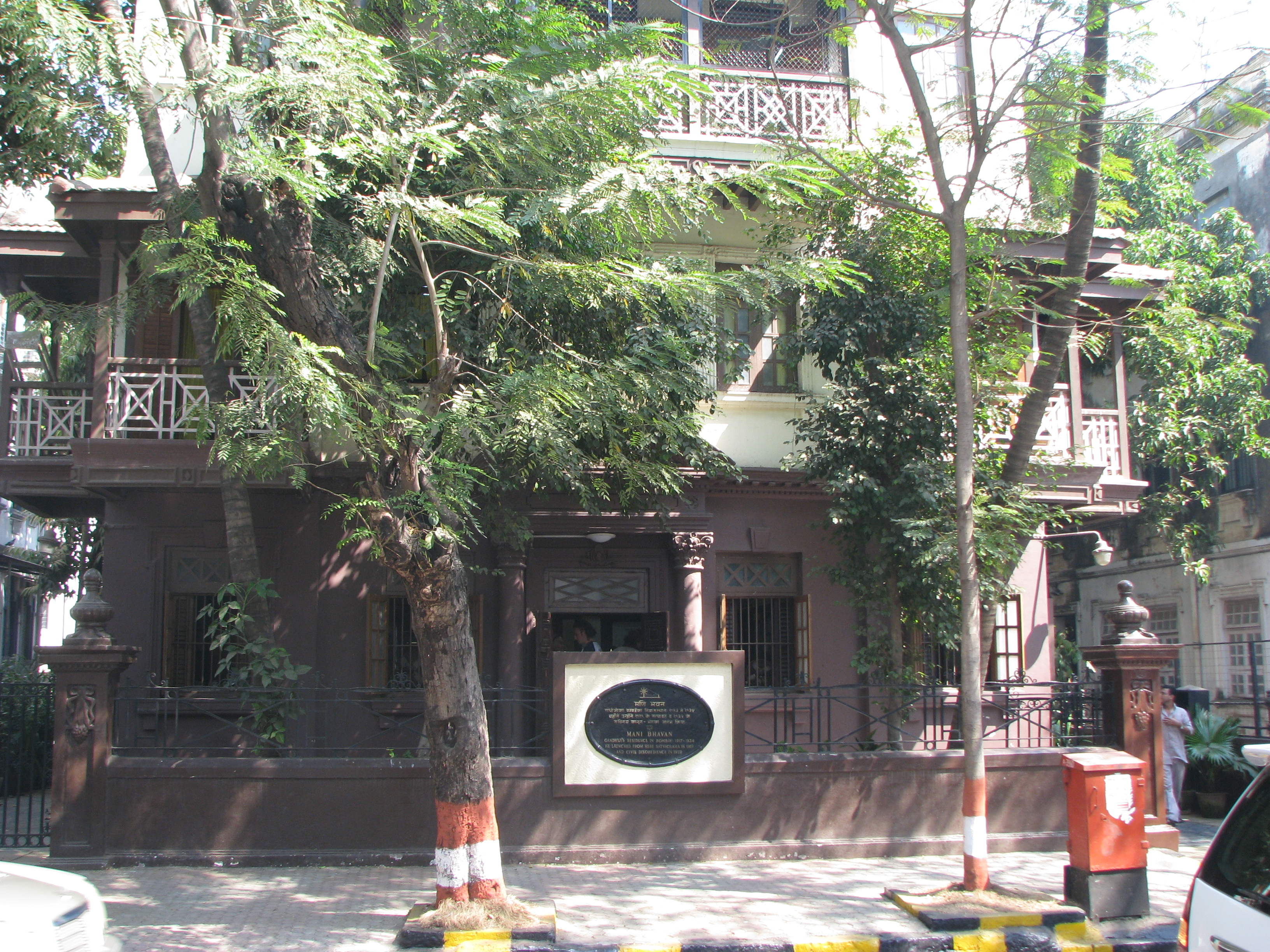
Mani Bhavan.

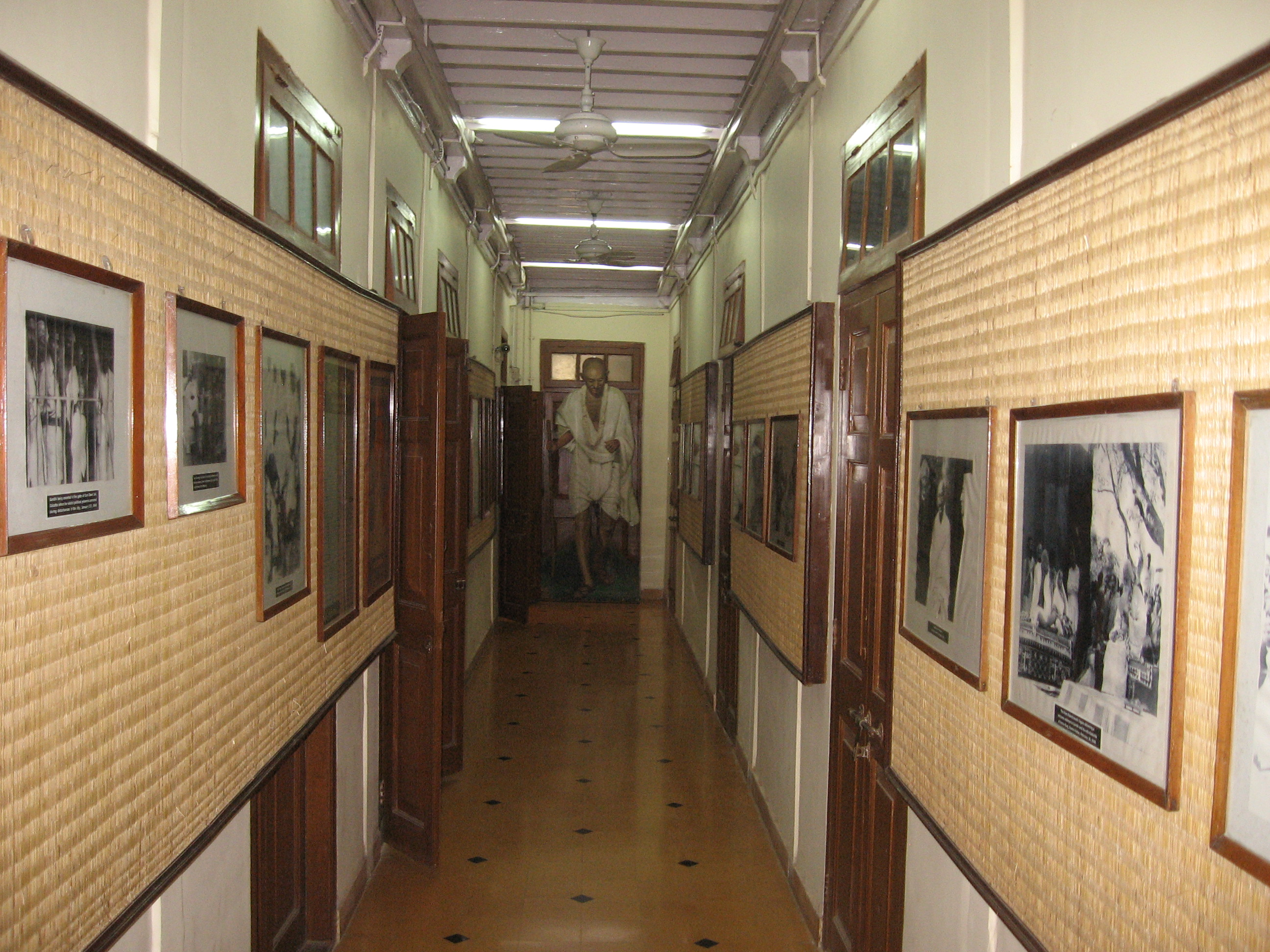
Interior del museo.

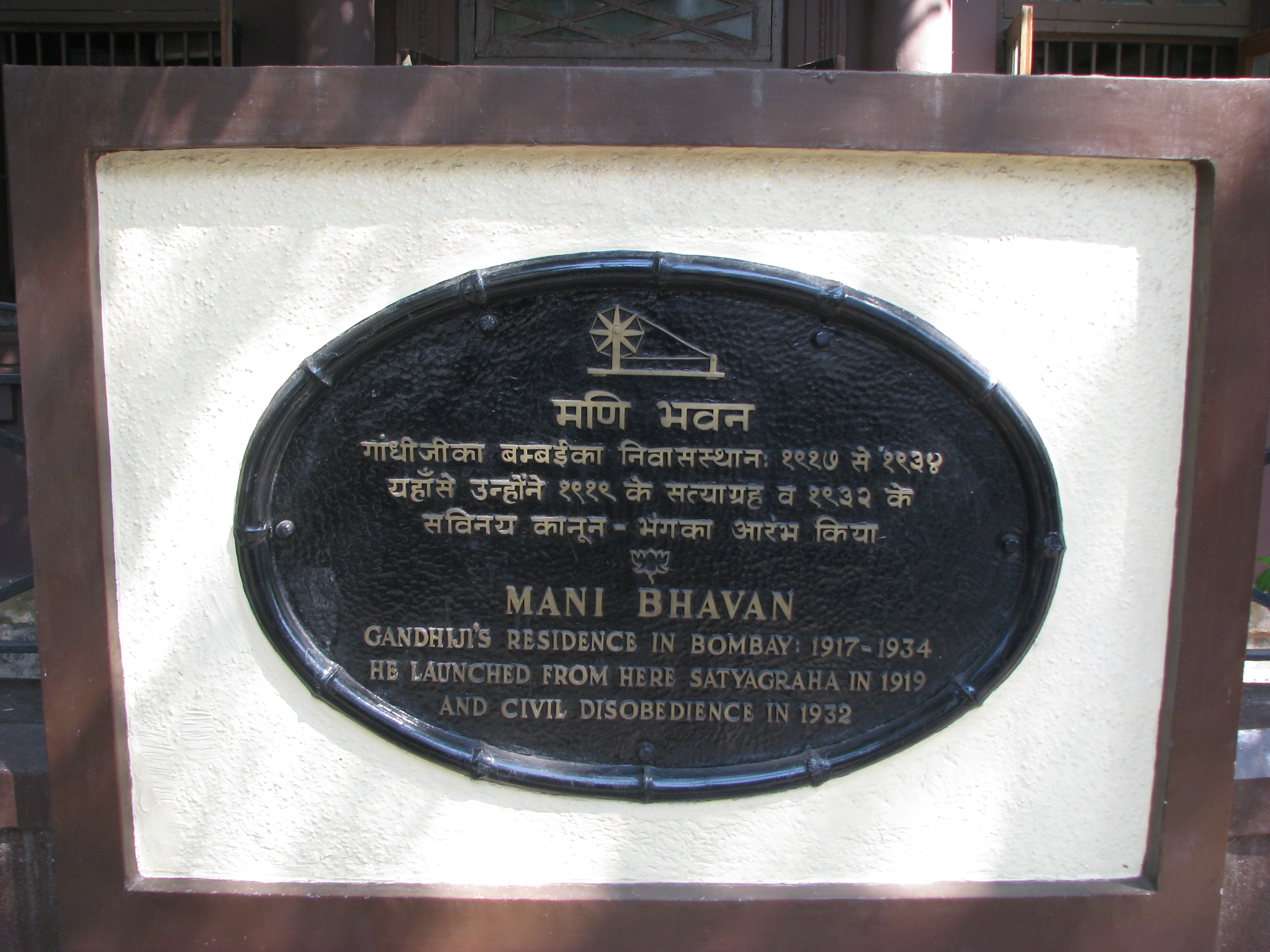
Placa conmemorativa.

## Historia
La mansión Mani Bhavan perteneció a la familia Mani y después a Revashankar Jagjeevan Jhaveri, amigo de Gandhi y su anfitrión en Bombay durante este período. Fue allí que Gandhi inició los movimientos de No cooperación, Satyagraha, Swadeshi, Khadi y Khilafat.
La asociación de Gandhi con la «chakrá» (‘rueca’, en idioma hindi) comenzó en 1917, mientras se hospedaba en Mani Bhavan. Él creía que aprender su manejo, podría ser un remedio para aliviar la pobreza tan extendida en la India.
Mani Bhavan también está estrechamente relacionado con la participación de Gandhi en el Movimiento de Autonomía, así como su decisión de abstenerse de beber leche de vaca, para protestar por la práctica que consideraba cruel e inhumana, llamada «phookan», por medio de la cual el animal es ordeñado exhaustivamente, hasta extraer la última gota de leche, método común durante aquel período.

## Museo
En 1955, la conservación y mantenimiento del edificio fue asumido por la Gandhi Smarak Nidhi, con la intención de conservarlo como un homenaje a Gandhi, a las muchas ocasiones en que permaneció alojado en esta residencia, y a las actividades políticas que inició desde allí.
La casa aloja un museo biográfico, una biblioteca (con más de 50,000 ejemplares acerca de ciencias sociales, paz y filosofía de Gandhi, entre otros), un auditorio (donde se transmiten videos y documentales, y se imparten conferencias), una galería y un centro de investigación entre otras cosas. El segundo piso de Mani Bhavan alberga la que fuera la habitación y oficina de Gandhi.
Se exhiben en su interior fotografías, documentos, objetos personales y la antigua rueca de Gandhi, que se considera un símbolo de la lucha por la independencia, un retorno a las raíces y la posibilidad de autoempleo para la gente pobre. Entre los documentos se encuentran cartas que este escribió y recibió de famosos contemporáneos como Churchill, Einstein, Tolstói, Hitler y Roosevelt.
En la entrada de la residencia, se encuentra una placa que señala el lugar donde arrestaron a Gandhi, en enero de 1932.